# Vila Nova de Poiares
Vila Nova de Poiares là một huyện thuộc tỉnh Coimbra, Bồ Đào Nha. Huyện này có diện tích 84 km², dân số thời điểm năm 2001 là 7061 người.